# سوجيو
سوجيو Sujeo ( 수저 ) هي الكلمة الكورية التي تعني مجموعة أواني الطعام التي يشيع استخدامها في تناول المطبخ الكوري . الكلمة هي عبارة عن مجموعة من الكلمات sutgarak ( 숟가락 ، ملعقة ) و jeotgarak ( 젓가락 ، " عيدان الأكل "). The sujeo تشتمل المجموعة على زوج من عيدان تناول الطعام على شكل بيضاوي أو مستطيل الشكل (غالبًا من الفولاذ المقاوم للصدأ )، وملعقة طويلة ضحلة من نفس المادة.  يمكن للمرء استخدام كليهما في نفس الوقت، ولكن هذه طريقة حديثة لتناول الطعام بشكل أسرع. لا يعتبر مسك الملعقة وعود الأكل في يد واحدة من الآداب الجيدة، خاصة أثناء تناول الطعام مع كبار السن.  غالبًا ما يتم تناول الطعام باستخدام عيدان تناول الطعام وحدها. في بعض الأحيان يشار إلى الملعقة بصرف النظر عن عيدان تناول الطعام باسم sujeo.
يمكن وضع عيدان تناول الطعام على الطاولة، ولكن لا يتم وضعها في الطعام واقفًا، خاصة الأرز، حيث يعتبر هذا الأمر سيئ الحظ لأنه يشبه تقديم الطعام في المقابر للأسلاف المتوفين.  يمكن وضع الملعقة على وعاء الأرز أو وعاء الحساء إذا لم يتم استخدامها. نظرًا لأن الطعام يتم تناوله بسرعة، وحصته صغيرة، يتم قضاء القليل من الوقت في وضع أدوات الأكل.
حالات سوجيو غالبًا ما يتم تطريز الورق أو الأقمشة الكورية برموز طول العمر وتقديمها كهدايا، خاصة في حفلات الزفاف . تباع الآن كهدايا تذكارية .

## أنظر أيضا
- المطبخ الكوري
- الثقافة الكورية
- عيدان